# Georgij Szergejevics Martinov
Georgij Szergejevics Martinov (Гео́ргий Серге́евич Марты́нов, Grodno, 1906. október 2. – Leningrád, 1983. október 26.) szovjet-orosz író, a Szovjet Írók Szövetségének tagja. Elsősorban gyermek- és ifjúsági regényeket, valamint tudományos fantasztikus műveket írt. Könyveit számos idegen nyelvre lefordították.

## Élete
Martinov apja vasúti mérnök volt. 1920-ban a szülei elváltak, ezután az anyjával és nővérével élt. 14 éves korában dolgozni kezdett Krasznodarban. 1927-ben a család Leningrádba költözött, ahol Martinov a Leningrádi Katonai Távközlési Iskolába járt. Műszaki egyetemet végzett, 1931-ben egy baleset miatt elvesztette hallása nagy részét, így a katonai szolgálatot befejezte. Villanyszerelő volt egy leningrádi gyárban, majd művezetőként dolgozott, később a cég vezetője lett. 
1932-ben megnősült. 1941 márciusában a Kommunista Párt tagjává vált. Ugyanebben az évben egyetemi diplomát szerzett. 1941 szeptembertől 1945 októberéig katona volt a Nagy Honvédő Háborúban, és elnyerte a Vörös Csillag Érdemrend kitüntetést. Későbbi éveiben egyre súlyosabb süketségtől szenvedett. 
1955-ben kiadta első regényét (220 дней на звездолёте), amely szovjet űrhajósok utazását mesélte el a Marsra. 1956-ben tagja lett a Szovjet Írók Szövetségének.

## Művei
- Звездоплаватели (Csillagkutatók: 3 regény egy kötetben)
  - 220 дней на звездолёте – 220 nap űrhajón (= A kihalt élet világa) (1955)
  - Сестра Земли – A Föld nővére (1959)
  - Наследство фаэтонцев – A phaeton öröksége (1960)
- Каллисто (1957) (Kallisztó)
- Каллистяне (1960) (Kallisztóiak)
- Гость из бездны (1961) ( A 39. évszázadban)
- Гианэя (1963, 1971) (Gianea)
- Спираль времени (Az időspirál) (1966)
- Кто же он? (1971) (Ki volt az?)
- Совсем рядом (1973)

## Magyarul
- 220 nap űrhajón Fantasztikus regény ford. Sárközi Gyula; Heves Megyei Néplap, 1961. augusztus 20.–1961. október 25.
- Támadás a Föld ellen (Gianea); Fantasztikus regény ford. Sárközi Gyula; Magvető Bp., 1966 (Albatrosz könyvek)
- A Föld nővére. (Benne: A Föld nővére és A Phaeton öröksége)  Fantasztikus regények; ford. Sárközi Gyula, ill. Csergezán Pál.; Móra, Bp., 1966
- A 39. évszázadban. Fantasztikus regény ford.: Rajna Béla Ország-Világ képes magazin 1966. 5. szám-1966. 26. szám
- Az időspirál. Fantasztikus regény; ford. Sárközy Gyula, ill. Kondor Lajos; röv. kiad.; Móra, Bp., 1973

### Képregények
- Georgij Martinov – Zórád Ernő: Az időspirál (1984)
- Georgij Martinov – Cs. Horváth Tibor – Fazekas Attila: Támadás a Föld ellen (1985)
- Georgij Martinov – Nemere István – Fazekas Attila: Támadás a Föld ellen / Mindennap merénylet[2] (2009)
- Georgij Martinov – Cs. Horváth Tibor – Sebők Imre: A Vénusz titkai[3] (2009)

## Fordítás
- Ez a szócikk részben vagy egészben  a   Georgi Sergejewitsch Martynow című német Wikipédia-szócikk ezen változatának fordításán alapul.  Az eredeti cikk szerkesztőit annak laptörténete sorolja fel. Ez a jelzés csupán a megfogalmazás eredetét és a szerzői jogokat jelzi, nem szolgál a cikkben szereplő információk forrásmegjelöléseként.